# 소리형 증기 기관차
소리형 증기 기관차는 대한민국 철도의 텐더형 증기 기관차이다. 이름은 단결(Consolidation)을 뜻하는 영어에서 유래했으며, 1950년대 말에 전량 폐차되었다. 현재 1량이 미국 국립 철도박물관에 보존되어 있다.

## 형식
1894년에 미국 볼드윈 사에서 제작한 것이 일본에 수입되었다가, 이를 대한민국에서 운용하기 위해 1904년에 6량을 도입한 것이 소리1형 기관차이다. 1945년 광복 이후에도 남아 있다가, 1946년 8월 16일 미군정청 운수부에 배속되었다.
소리2형 기관차는 1917년에 제작되어 1925년과 1940년에 부분 개조된 볼드윈 사의 S160형 증기 기관차로, 1947년에 대한민국에서 사용하기 위해 도입되었다. 원래의 기관차는 미국에서 운행 당시 육군에 배속되어 있었다고 한다. 대부분의 소리2형 기관차가 S160형 원 모델을 그대로 수입했으나, 101호만이 '제너럴 퍼싱'(General Pershing) 형식이라고 한다.

## 보존
- 2-101호 : 1947년에 미육군이 쓰던 차량이 대한민국에 기증되었다가, 1953년에 이승만 당시 대통령이 대한민국 국민이 주는 선물의 형식으로 미국에 재기증되었다. 현재 미국 국립 철도박물관에 전시 중이다.

## 참고 문헌
- 변성우 외 (1999), 《한국철도차량 100년사》, 서울: 철도차량기술점검단.
- 《미육군 101호 기관차》, 영어 위키백과.